# Universidad de Franeker

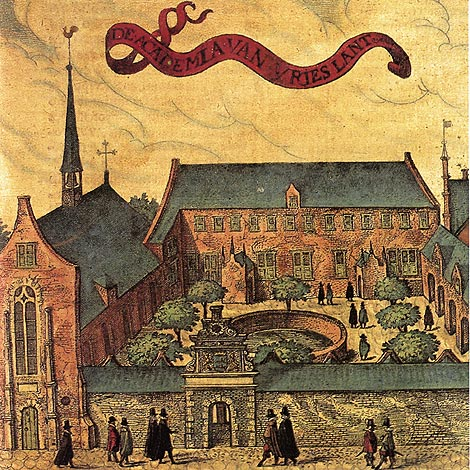
De academia van Vrieslant, 1622.

La Universidad de Franeker (activa entre 1585–1811) era una universidad situada en Franeker, en la provincia de Frisia, parte de la actual Holanda. Era la segunda universidad más antigua de Holanda, fundada poco después de la Universidad de Leiden.
También conocida como Academiæ Franekerensis o «Universidad de Friesland», era escala de los colonos puritanos, como Peter Stuyvesant, que escapaban de las persecuciones del obispo Laud, en su camino a América. También René Descartes estudió en esta universidad entre 1628 y 1630.
La universidad estaba constituida por los departamentos de Teología, Leyes, Medicina, Filosofía, Matemáticas y Física.
En sus inicios la universidad tenía una excelente reputación y prestigio, atrayendo estudiantes de lejanas tierras, pero a partir de 1700 empezó su declive. La universidad fue disuelta por Napoleón en 1811, junto con la Universidad de Harderwijk.